# Roger Apéry
Roger Apéry (Rouen, 14 novembre 1916 – Caen, 18 décembre 1994) est un mathématicien français de mère française et de père grec qui a effectué la plus grande partie de sa carrière à l'université de Caen. Il est principalement connu pour avoir démontré l'irrationalité de {\displaystyle \zeta (3)}.

## Biographie
Après des études au lycée Faidherbe de Lille et au lycée Louis-le-Grand, il est reçu second à l'École normale supérieure (ENS) en 1936. Quelques années plus tard il est premier (ex-aequo avec Jacqueline Ferrand) à l'agrégation de mathématiques.
En 1947, sous la direction de Paul Dubreil, il soutient une thèse en géométrie algébrique. Il est ensuite nommé maître de conférences à Rennes. Il continue sa carrière à Caen, de 1949 jusqu'à sa retraite en 1986.
Contrairement à la tendance dominante en philosophie des mathématiques, le formalisme, Apéry se déclare ouvertement constructiviste, par exemple dans une conférence à l'École normale supérieure, berceau de Bourbaki, où il attaque sévèrement les mathématiques bourbachiques en présence de certains des membres historiques les plus éminents du mouvement.
Il est connu pour avoir créé une surprise mondiale en montrant en 1978, à l'âge de soixante-deux ans, l'irrationalité de la valeur en 3 de la fonction zêta de Riemann (théorème d'Apéry). Ce nombre est  appelé depuis la constante d'Apéry.
Parallèlement à son métier de mathématicien, Roger Apéry a longtemps et très tôt été engagé dans la vie politique. En 1934, à l'âge de dix-huit ans, il adhère au Parti radical-socialiste Camille Pelletan. Mobilisé au début de la Seconde Guerre mondiale, fait prisonnier en juin 1940, libéré en octobre 1941 pour raisons de santé, il rejoint la résistance et devient le leader du Front national (Résistance) à l'ENS. Après la guerre, il joue un rôle actif au sein du Parti radical auprès de Pierre Mendès France. Durant les années 1960, il est président de la fédération radicale du Calvados. Après les événements de mai 68, hostile à la loi Faure, réforme anti-élitiste de l'Université qui heurte sa sensibilité méritocratique et centraliste, il abandonne la vie politique. Il repose au colombarium (division 87) du cimetière du Père-Lachaise (case 7971). Sur sa pierre tombale est gravée l'inscription {\displaystyle 1+{\frac {1}{8}}+{\frac {1}{27}}+{\frac {1}{64}}+\cdots \neq {\frac {p}{q}}},.
Son fils François Apéry est également mathématicien.

## Prix et récompenses
- 1948[6] : il donne le Cours Peccot au Collège de France sur le thème « Géométrie algébrique et idéaux »[7] ;
- décembre 1970 : chevalier dans l'Ordre national de la Légion d'honneur ;
- 1979 : prix Eugène-Catalan.